# Моуэт, Генри
Генри Моуэт (англ. Henry Mowat или Mowatt) — британский моряк, капитан Королевского флота. В 1779 году командовал отрядом, отразившим нападение на Пенобскот, впоследствии командир HMS Assistance, в 1796 году старший морской офицер на Северо-Американской станции (Галифакс). Согласно семейному преданию, был двоюродным братом капитана Дэвида Моуэта, стипендиата Св. Андрея, и флотского лейтенанта Джона Моуэта, предка Моуэтов из Бэйсайд. В Соединенных Штатах известен главным образом своей ролью в карательной экспедиции против Фалмута, за которую от колониальной пропаганды получил прозвище «бешеный» (англ. mad).

## Биография
Родился в 1734 году в Шотландии. Сын Патрика Моуэта, капитана корабля Его Величества HMS Dolphin. После шести лет службы, в 1758 году стал лейтенантом корабля HMS Baltimore. Сертификат в архивах Адмиралтейства о «прохождении» им экзамена гласит, что:

Он представил журналы, веденные собственноручно на борту Chesterfield и Ramilies (в качестве мичмана), а также свидетельства от капитанов Огла и Хоббса о его прилежании и проч.; он умеет сплеснить, вязать узлы, брать рифы и т. д., и подготовлен исполнять обязанности матроса и мичмана.
Оригинальный текст (англ.)He produceth journals kept by himself in the Chesterfield & Ramilies (as midshipman), and certificates from Captains Ogle and Hobbs of his Diligence, etc.; he can splice, knot, reef a sail, etc., and is qualified to do the duty of an able Seaman and Midshipman.

В 1764 году он был произведен в коммандеры и служил в качестве такового на бриге Canceaux в течение двенадцати лет. Во время сожжения Фалмута ему был 41 год. Его следующий корабль, шлюп HMS Albany, был флагманом эскадры в Пенобскоте. После тридцати лет службы на американском побережье он умер 14 апреля 1798 года, в возрасте 64 лет, от апоплексического удара, на борту своего корабля HMS Assistance, в районе мыса Генри. Его останки были погребены в Хэмптон (Виргиния). У него было три брата на флоте, из которых двое были убиты в бою на HMS London при Сан-Доминго, а еще один, Александр, умер в 1793 году в Вест-Индии, командиром шлюпа HMS Rattlesnake. После него остался сын, Джон Александр, который поступил на флот в 1804 году, и который, вероятно, поступил для образования под опеку преподобного Джеймса Бейли в епископальной миссии в Пауналборо.
Хотя мало известно о личном характере капитана Моуэта, несколько сохранившихся случаев, связанных с ним, рисуют его в хорошем свете. Его доброта ко многим пострадавшим семьям в Пенобскоте не забывается, а письмо, которое сопровождало его сына к г-ну Бейли содержит выражения привязанности, доброты и уважения и, как дает понять биография последнего, не является творением бесчеловечного или невежественного человека.
Внешне Моуэт был немного выше среднего роста, хорошего сложения, и свеж лицом. Некто, видевший его вскоре после осады говорит, что он был одет в синий мундир со светло-синей отделкой, а его волосы были припудрены.

## Наследие
Капитан Моуэт не оставил завещания, и в гражданских записях Англии не имеется никаких доверенностей на управление его имуществом. Вероятно, он не оставил потомков в Северной Америке. Незадолго до смерти он написал: «В отношении моей службы в Америке, с 1759 года до окончания американской войны в 1783 году». По-видимому, этот труд так и не был напечатан. Исчерпывающий поиск на него в Британском музее и в главных библиотеках Соединенного Королевства был безуспешен. Объявления в London Times и в Notes and Queries, предлагающие щедрое вознаграждение за информацию о его существовании, оказались равно бесполезны.
Последнее упоминание этого названия встречается в «Каталоге книг и рукописей Родда», вышедшем в Лондоне в 1843 году, где он описан как folio, и оценен в 18 шиллингов. Его обнаружение могло бы пролить больше света на историю Американской революционной войны. Из него можно было бы получить сведения о сносе форта Паунал вскоре после сражения при Банкер-Хилле, а также о причинах, приведших к оккупации Пенобскота. Мы могли бы также узнать, является ли автор инициатором сожжения Фалмута, или он действовал строго по приказу вышестоящего начальника, и заслужены ли обвинения, которые с таким жаром возводили на него за это деяние, как будто он просто удовлетворял свою личную ненависть. Есть опасение, однако, что потерянная рукопись разделила судьбу документов, о которых историк, д-р Палфри, сказал: «Не будет экстравагантным предположить, что может, неведомо для их обладателя, они теперь кормят моль на чердаке какой-нибудь усадьбы в Сомерсете или Девоне, или в некоем склепе в Лондоне, ибо этот огромный город всегда был вместилищем, а часто и местом окончательного упокоения, таких сокровищ.»